# Вывод (рассуждение)
Вывод (лат. conclusio) в логике — процесс рассуждения, в ходе которого осуществляется переход от некоторых исходных суждений (предпосылок) к новым суждениям — заключениям. Вывод может проводиться в несколько этапов—умозаключений.
Пример:
|  | Все люди смертны.  |
|  | Все греки — люди.  |
|  | Все греки смертны. |

Заключение — логическая противоположность основанию в логическом выводе. Суждение, считающееся истинным в том случае, когда истинными признаются его предпосылки.
В быту понятие используется примерно с тем же значением, обозначая, в широком смысле, любой предположительно правильный вывод или следствие из чего-нибудь, как, например, во фразе «Я пришёл к заключению, что вы были правы» или в выражении «заключение экспертов».

## Рассуждение
Рассуждение — последовательный ряд мыслей и умозаключений по определённой теме, изложенных в логически последовательной форме.
В логике имеет двоякое значение — общее и специальное.
В общем значении рассуждением называется деятельность рассудка; иногда рассуждение является синонимом понятия мышления.
В специальном значении понятие рассуждение используется для обозначения анализа, умственного взвешивания доводов в пользу какого-либо положения, причём предполагается, что эти доводы излагаются связно и методично, так что могут служить достаточным основанием для вывода доказываемого положения.
Всякое рассуждение естественно распадается на несколько частей:
- во-первых, на отчётливое и ясное определение темы или положения, которое составляет отправную точку и доказательство которого представляет конечную цель рассуждения;
- во-вторых — и это главный момент рассуждения — перечисление и анализ доводов, говорящих в пользу доказываемого положения. Для того чтобы рассуждение было всесторонним, необходимо взвесить не только доводы за, но и разобрать instantia contraria, то есть необходимо показать, что все факты и положения, говорящие против доказываемого положения, имеют лишь кажущееся значение и могут быть с этим положением согласованы.
- Наконец, третий и последний момент всякого рассуждения — самый вывод или конечный его результат.

Центр тяжести всякого рассуждения лежит в умении находить доводы за и против, а также анализировать их.